# Mimoberea
Mimoberea is een kevergeslacht uit de familie van de boktorren (Cerambycidae). De wetenschappelijke naam van het geslacht werd voor het eerst geldig gepubliceerd in 2001 door Teocchi.

## Soorten
Mimoberea is monotypisch en omvat slechts de volgende soort:
- Mimoberea mediovitticollis (Breuning, 1986)